# Ergo Arena
Die Ergo Arena (auch Hala Gdańsk-Sopot) ist eine Mehrzweckhalle in den polnischen Städten Danzig und Sopot, Woiwodschaft Pommern. Sie wurde zwischen 2007 und 2010 nach Plänen der Architektengruppe KIPP Projekt errichtet und am 18. August 2010 eröffnet. Die 214 m lange, 180 m breite und 30,73 m hohe Halle bietet von 5100 bis zu 11.100 Sitzplätze. Bei Konzerten sind es 5100 bis zu 15.000 (inklusive Stehplätzen). Durch die Halle verläuft die Stadtgrenze zwischen Danzig und Sopot.

## Veranstaltungen
Erste große Veranstaltung war am 26. November 2010 ein Konzert der US-amerikanischen Popsängerin Lady Gaga. 2013 war die Halle Spielstätte der Volleyball-Europameisterschaft der Männer. 2014 wurden dort die 15. Leichtathletik-Hallenweltmeisterschaften ausgetragen. Im selben Jahr war sie auch Spielstätte der Volleyball-Weltmeisterschaft der Männer und 2016 der 12. Handball-Europameisterschaft der Männer.

## Galerie

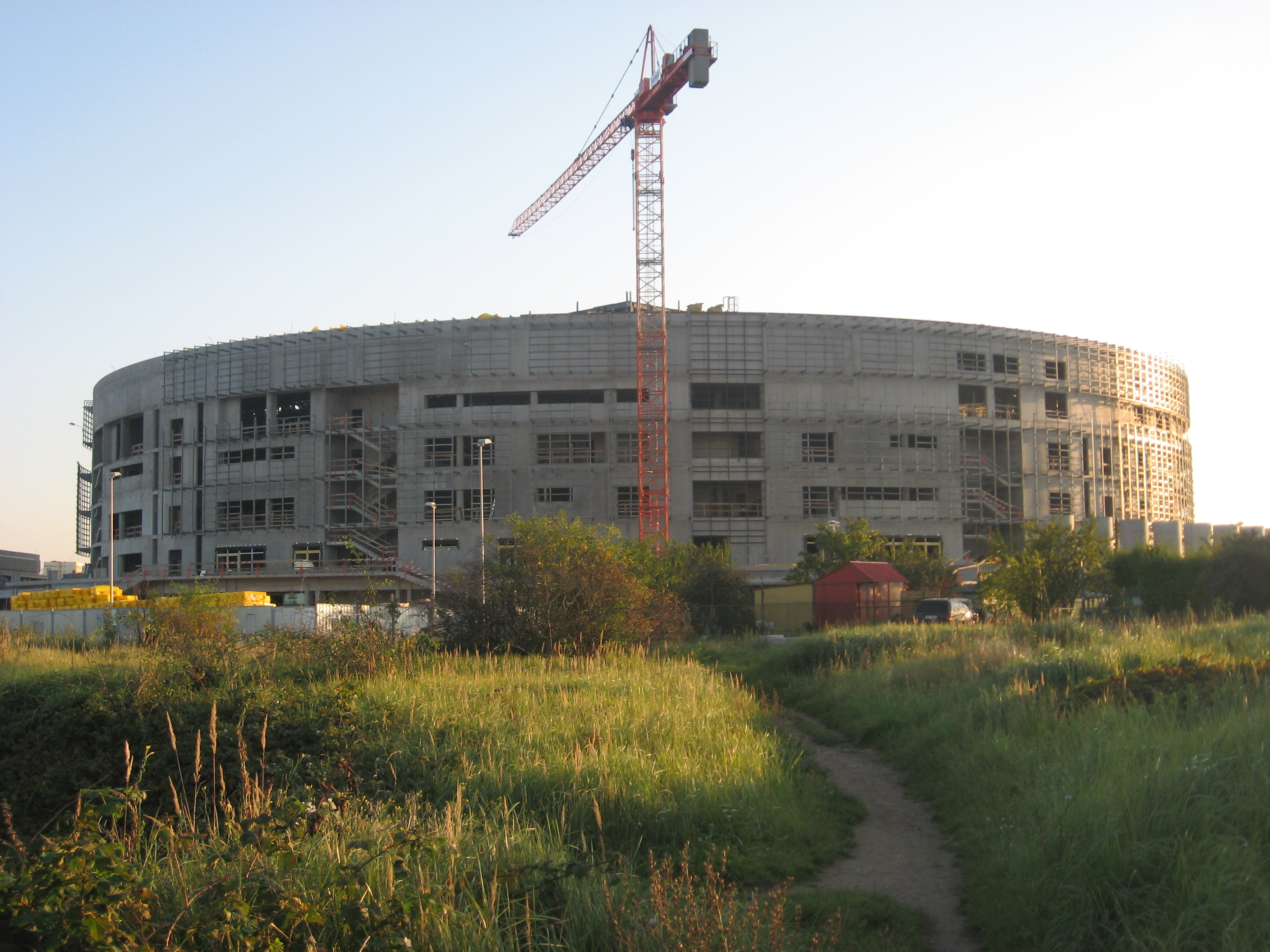
September 2008
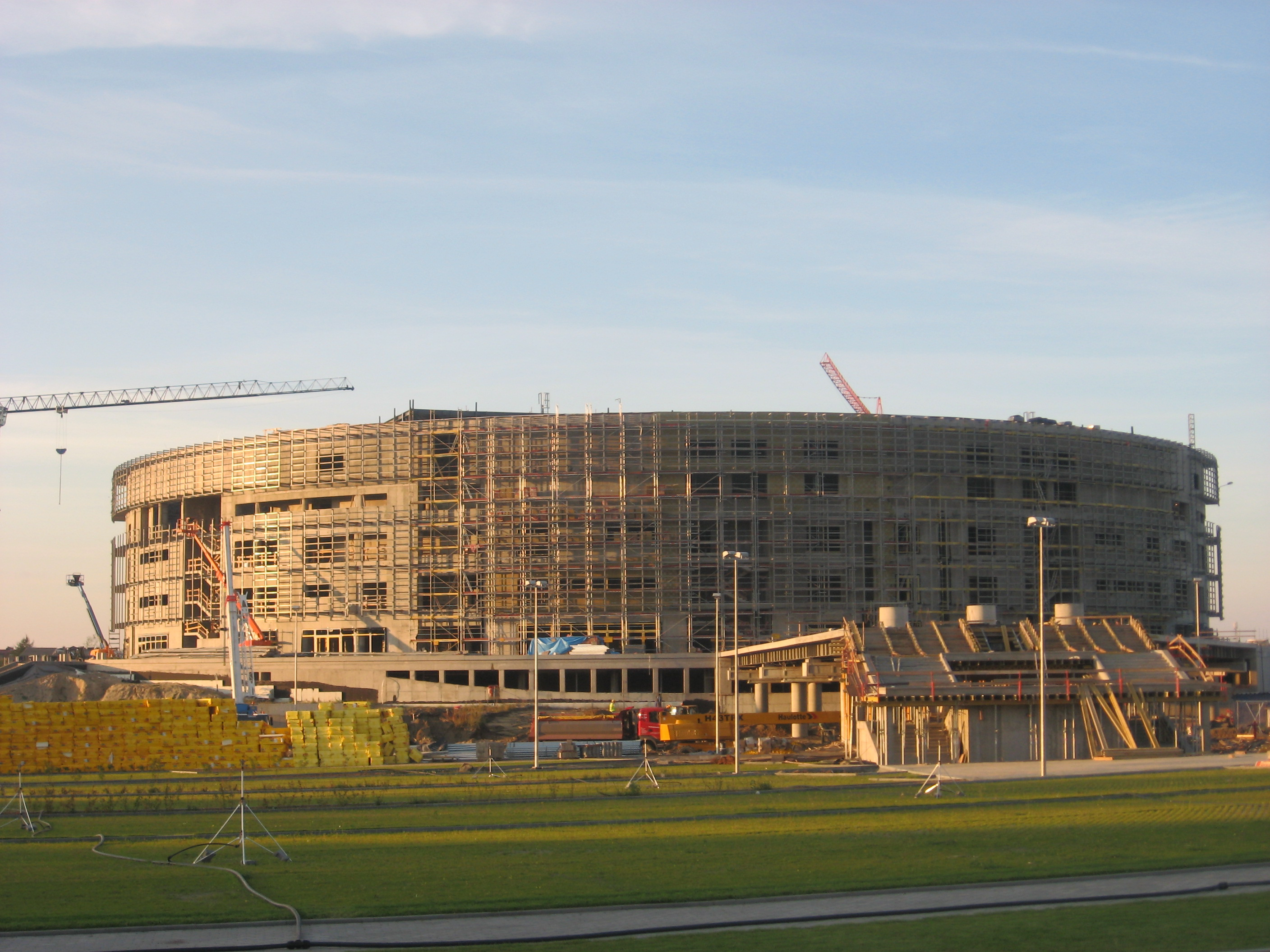
September 2008
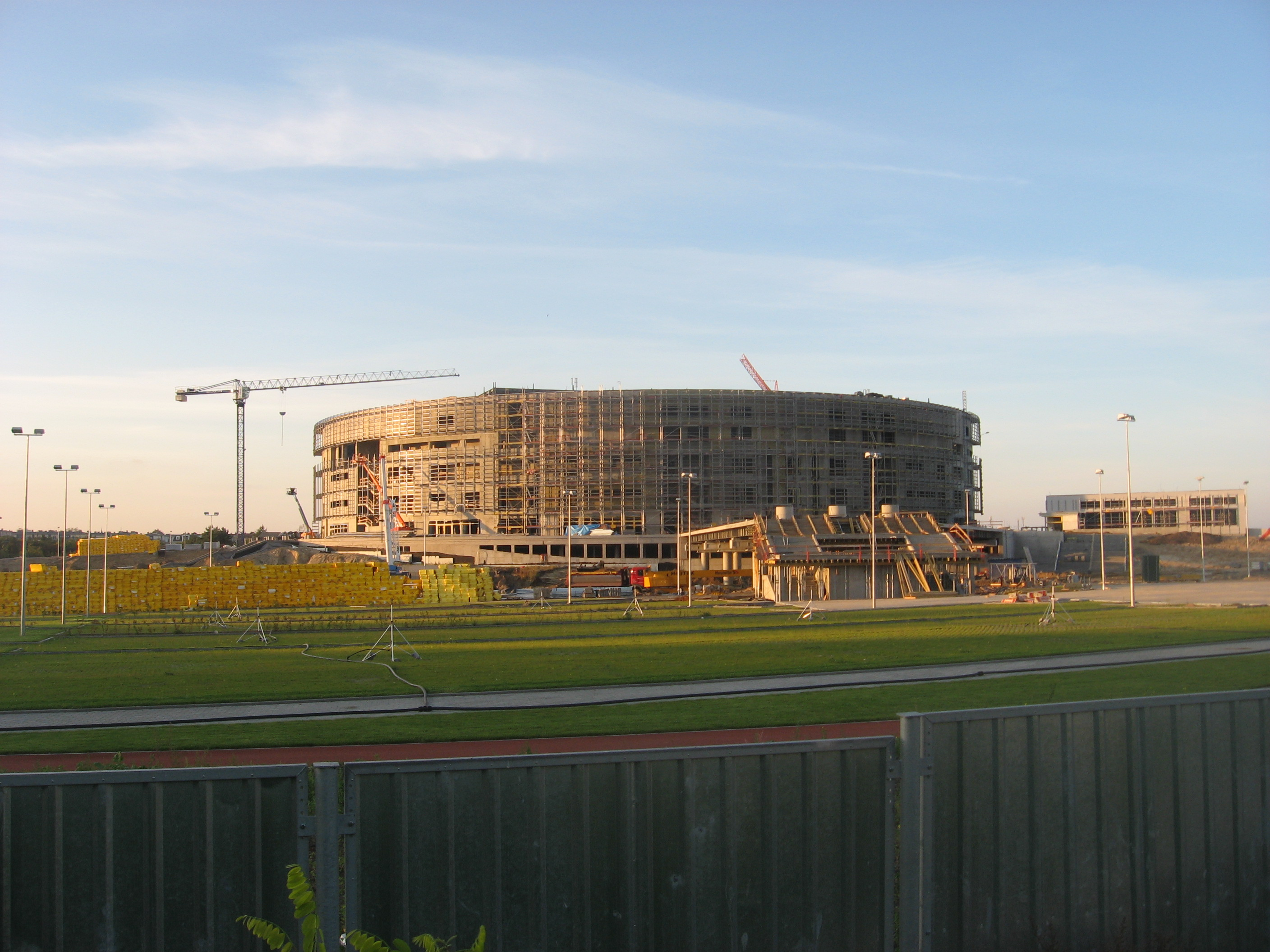
September 2008
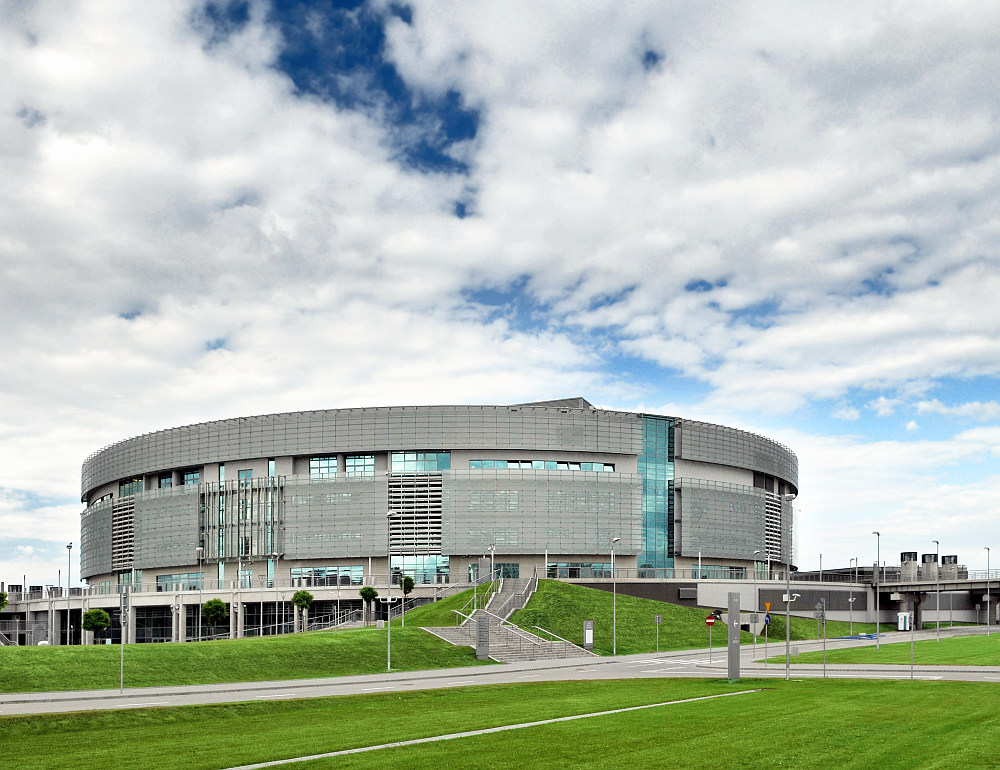
Juni 2010